# Neil Sloane
Neil James Alexander Sloane (ur. 10 października 1939 w Beaumaris w Walii) – amerykańsko-brytyjski matematyk i informatyk.

## Życiorys
Studiował na Cornell University pod okiem takich naukowców, jak: Nick DeClaris, Frank Rosenblatt, Frederick Jelinek i Wolfgang Heinrich Johannes Fuchs. Stopień naukowy doktora uzyskał w 1967 r.
Znany przede wszystkim jako twórca encyklopedii ciągów liczb całkowitych. W jego dorobku znajdują się prace z dziedziny kombinatoryki, kodów korekcyjnych i problemu upakowania sfer. W 2005 roku otrzymał Medal Hamminga. W 1998 roku wygłosił wykład sekcyjny na Międzynarodowym Kongresie Matematyków w Berlinie.
Pracował w ośrodkach badawczych, jak np. Bell Laboratories. Jest członkiem National Academy of Engineering (NAE).
Poza matematyką interesuje się także wspinaczką górską.